# Klariza Clayton
Klariza Clayton (ur. 9 marca 1989 w Hongkongu) – brytyjska aktorka.
Znana przede wszystkim jako Sam z serialu Co u Dani? oraz Kumple w roli Karen McLair. Występuje również w serialu młodzieżowym Nickelodeon – Tajemnice domu Anubisa, w którym gra rolę Joy Mercer.

## Filmografia
- 2013: Tajemnice domu Anubisa: Kamienny Dotyk Ra jako Joy Mercer
- 2011-2013: Tajemnice domu Anubisa jako Joy Mercer
- 2010: Shelfstackers jako Alyssa
- 2010: The Bill jako Yara Hanoush (gościnnie)
- 2009-2010: Kumple jako Karen McLair
- 2009: Parents of the Band jako Jelly Babe (gościnnie)
- 2009: EastEnders jako Lian (gościnnie)
- 2008-obecnie: Co u Dani? jako Sam
- 2008: Szpital Holby City jako Stevie Montague (gościnnie)
- 2007: Young Dracula jako Delila (gościnnie)